# Ferrovia Milano-Verona (alta velocità)
La ferrovia ad alta velocità Milano-Verona è una linea ferroviaria italiana, parzialmente costruita, che al suo completamento, previsto per il giugno 2026, collegherà la città lombarda di Milano a quella veneta di Verona e sarà dotata per la maggior parte del suo percorso degli standard ferroviari dell'Alta Velocità (AV) e dell'Alta Capacità (AC).
Nel dicembre 2016, con l'apertura del tratto fra Treviglio e Brescia, la linea è aperta all'esercizio fra la stazione di Milano Lambrate e quella di Brescia. Dall'autunno 2019, è in costruzione il restante tratto fra Brescia e Verona Porta Nuova.
La linea è sia parte dell'"Asse ferroviario 6" della Rete ferroviaria convenzionale trans-europea TEN-T che del Corridoio paneuropeo V.

## Storia
L'accordo di programma per la costruzione del quadruplicamento tra Milano e Treviglio, ulteriori due binari oltre a quelli della linea storica, fu approvato dagli enti locali nel 1997. Il collegamento tra la stazione di Milano Lambrate e la stazione di Pioltello-Limito fu aperto al servizio pubblico il 5 maggio 2003, mentre quello fino a Treviglio fu aperto il 10 giugno 2007. La linea era complessivamente lunga poco meno di 30 chilometri ed era costata poco meno di 290 milioni di euro.
Il progetto definitivo del tratto Treviglio-Brescia, lungo circa 39 km, fu invece approvato dal Comitato interministeriale per la programmazione economica (CIPE) nel novembre del 2007 con un finanziamento nel Documento di programmazione economica finanziaria (DPEF) 2007-2011 di 2,05 miliardi di euro. Il 7 marzo 2011 fu firmata l'intesa tra RFI e Cepav Due per l'avvio dei lavori del primo lotto costruttivo di questa tratta, per un valore di 700 milioni di euro e i lavori iniziarono nel maggio 2012. La tratta fu poi inaugurata il 10 dicembre 2016.
Nel progetto definitivo della prosecuzione fra Brescia e Verona era previsto il passaggio della ferrovia ad alta velocità a sud della città di Brescia e a fianco del raccordo autostradale A21, lungo il cosiddetto "shunt di Brescia". Nel 2015, le Ferrovie dello Stato proposero di rivedere il tracciato, eliminando lo shunt e mantenendo la sola interconnessione che dal posto di movimento Brescia Ovest arriva fino alla stazione di Brescia: questa proposta fu approvata dal CIPE il 10 luglio 2017. Il Comitato Interministeriale approvò anche la progettazione del quadruplicamento in affiancamento alla linea storica dalla stazione di Brescia fino all'interconnessione di Brescia Est.
I lavori della Brescia-Verona iniziarono nell'autunno 2019. Nel giugno dell'anno seguente furono approvate nuove varianti di tracciato che interessarono i comuni di Desenzano del Garda e di Calcinato. La cerimonia ufficiale di inizio lavori si tenne il 5 ottobre 2020, in occasione dell'avvio degli scavi della galleria di Lonato.

## Caratteristiche

### Armamento e trazione
La linea ferroviaria in esercizio è a doppio binario a scartamento ordinario da 1 435 mm, con interasse tra i binari pari a 4,5 m. È elettrificata a corrente alternata a 2×25 kV e frequenza da 50 Hz nel tratto Bivio Casirate-PM Brescia Ovest mentre a corrente continua a 3 kV nei restanti tratti e sulle interconnessioni.

### Impianto di segnalamento
Il segnalamento ferroviario lungo il tracciato della linea in esercizio è quello vigente nella maggior parte delle linee ferroviarie AV, cioè ERTMS Livello 2, che garantisce l'interoperabilità tra le linee ferroviarie europee.

### Esercizio
La linea costruita è esercita in Dirigente Centrale Operativo (DCO) con sede a Milano Greco Pirelli.

## Percorso
| Head station |

| Junction both to and from left | Unknown route-map component "CONTfq" |

| Station on track |

| Unknown route-map component "ABZgl" | Unknown route-map component "CONTfq" |

| Unknown route-map component "CONTgq" | Unknown route-map component "ABZgr" |  |  |

| Unknown route-map component "CONTgq" | Unknown route-map component "KRZo" | Unknown route-map component "CONTfq" |  |

| Unknown route-map component "CONTgq" | Unknown route-map component "KRZo" | Unknown route-map component "CONTfq" |  |

| Unknown route-map component "CONTgq" | Unknown route-map component "KRZo" | Unknown route-map component "CONTfq" |  |

| Unknown route-map component "CONTgq" | Unknown route-map component "ABZg+r" |  |  |

| Station on track |

| Non-passenger station/depot on track |

| Unknown route-map component "hKRZWae" |

|  | Straight track | Unknown route-map component "STR+l" | Unknown route-map component "CONTfq" |

| Unknown route-map component "KRWgl" | Unknown route-map component "KRWg+r" |

| Straight track | Non-passenger station/depot on track |

|  | Straight track | Junction both to and from left | Unknown route-map component "CONTfq" |

| Straight track | Station on track |

| Unknown route-map component "CONTgq" | Unknown route-map component "KRZo" | Unknown route-map component "ABZgr" |  |

| Unknown route-map component "SKRZ-Au" | Straight track |

| Unknown route-map component "tSTRa" | Straight track |

| Unknown route-map component "etKRWg+l" | Unknown route-map component "eKRWgr" |

| Unknown route-map component "tSTRe" | Straight track |

|  | Straight track | One way leftward | Unknown route-map component "CONTfq" |

| Track change |

| Unknown route-map component "hKRZWa" |

| Unknown route-map component "hKRZWe" |

| Unknown route-map component "hKRZWa" |

| Unknown route-map component "hKRZWe" |

| Non-passenger station/depot on track |

| Unknown route-map component "xKRWgl" | Unknown route-map component "KRW+r" |

| 66+997 |
| 0+000  |

| Unknown route-map component "exLSTR" | Unknown route-map component "SKRZ-Ao" |

| Unknown route-map component "exLSTR" | Unknown route-map component "SKRZ-Au" |

|  | Unknown route-map component "exLSTR" | Unknown route-map component "ABZg+l" | Unknown route-map component "CONTfq" |

| Unknown route-map component "exLSTR" | Non-passenger station/depot on track |

| Unknown route-map component "exLSTR" | Unknown route-map component "SKRZ-Au" |

| Unknown route-map component "exLSTR" | Station on track |

| 17+379   |
| (82+842) |

| Unknown route-map component "exLSTR" | Unknown route-map component "eDST" |

|       |
| 5+300 |

|  | Unknown route-map component "exLSTR" | Unknown route-map component "xABZgl" | Unknown route-map component "CONTfq" |

| Unknown route-map component "exKRWg+l" | Unknown route-map component "exKRWr" |

| 100+304 |
| 0+210   |

| Unknown route-map component "exDST" |

| 100+514 |
| 0+000   |

| Unknown route-map component "extSTRa" |

| Unknown route-map component "extSTRe" |

| Unknown route-map component "extSTRa" |

| Unknown route-map component "extSKRZ-A" |

| Unknown route-map component "extSTRe" |

| Unknown route-map component "exSTR" + Unknown route-map component "GRZq" |

| Unknown route-map component "exÜST" |

| Unknown route-map component "extSTRa" |

| Unknown route-map component "extSTRe" |

| Unknown route-map component "exhKRZWa" |

| Unknown route-map component "exhKRZWe" |

| Unknown route-map component "extSTRa" |

| Unknown route-map component "extSTRe" |

| Unknown route-map component "extSTRa" |

| Unknown route-map component "extSKRZ-A" |

| Unknown route-map component "extSTRe" |

| Unknown route-map component "exDST" |

| Unknown route-map component "exCONTgq" | Unknown route-map component "exABZgr" |  |  |

| Unknown route-map component "xABZg+l" | Unknown route-map component "CONTfq" |

| Unknown route-map component "eDST" |

| Unknown route-map component "SKRZ-Au" |

| Unknown route-map component "BS2c1" | Unknown route-map component "BS2+r" |  |

| Unknown route-map component "KDSTaq" | Unknown route-map component "dSTR2h+r" | Straight track + Unknown route-map component "BS2c3" | Unknown route-map component "d" |  |

| Unknown route-map component "dABZgl" | Unknown route-map component "dKRZl+r" | Unknown route-map component "dSTR+r" |

| Unknown route-map component "dSTR+l" | Unknown route-map component "vSTR-ABZgro" | Unknown route-map component "vSTR-" |

| Unknown route-map component "dCONTgq" | Unknown route-map component "STR+r" | Unknown route-map component "vSTR-STRl" | Unknown route-map component "vSTRo-ABZg+r" |  |  |

| Straight track | Unknown route-map component "vSTR-STR+l" | Unknown route-map component "dKRZo" | Unknown route-map component "dABZql+l" | Unknown route-map component "CONTfq" | Unknown route-map component "d" |

| Unknown route-map component "ABZl+l" | Unknown route-map component "dABZqr+r" | Unknown route-map component "vSTRr-STR" + Unknown route-map component "v-SHI2r" | Unknown route-map component "vSTR-" |  |

| Unknown route-map component "dCONTgq" | One way rightward | Unknown route-map component "vSTR-ABZg+l" | Unknown route-map component "vSTRo-ABZgr" |  |  |

| Unknown route-map component "vABZglo-STR" | Unknown route-map component "vABZg+r-STR" | Unknown route-map component "d" |

| Unknown route-map component "vSTR2-" + Unknown route-map component "v-STR2" + Unknown route-map component "vSHI2g+l-" | Unknown route-map component "dSTRc3" + Unknown route-map component "dSTRc2" + Unknown route-map component "dSTR" | Unknown route-map component "vSTR3-" |

| Non-passenger station/depot on track | Unknown route-map component "cSTRc1" + Station on track | Unknown route-map component "dSTR+1" + Unknown route-map component "dSTR+4" | Unknown route-map component "cSTRc4" |  |

| Unknown route-map component "KRWl" | Unknown route-map component "KRWg+r" |  |

|  | Unknown route-map component "xABZgl" | Unknown route-map component "CONTfq" |

|  | Unknown route-map component "exCONTf" |

### Da Milano a Treviglio
Questo tratto è battezzato da Rete Ferroviaria Italiana come linea Venezia DD per distinguerlo dal tracciato storico denominato Venezia LL.
Tra Milano Lambrate e la stazione di Melzo, il tracciato della linea ferroviaria è affiancato da quello della linea storica. Pioltello-Limito e Melzo Scalo sono gli unici impianti che risultano in esercizio per entrambe le linee, dato che le infrastrutture di Segrate, Vignate e Melzo permettono l'utilizzo di queste tre stazioni solo sulla Venezia LL.
Dopo Melzo, in prossimità della fermata di Pozzuolo Martesana, la linea si biforca dal tracciato storico per riaffiancarsi in prossimità del Posto di Movimento Bivio Adda. Parte di questo tracciato, dopo il completamento della linea fino a Brescia, costituisce l'Interconnessione di Treviglio Ovest che serve a permettere l'instradamento sulla linea ad alta velocità dei convogli provenienti dalle stazioni di Treviglio e Treviglio Ovest, o ad esse destinati, e diretti al nodo di Milano. Lungo il binario pari è presente il salto di montone, che evita l'intersezione a raso fra l'interconnessione e il tracciato dell'Alta Velocità.
Dal Bivio Adda fino a Treviglio, il tracciato della Venezia DD si riaffianca a quello della linea storica per poi confluire nella stessa all'interno del piazzale binari dell'impianto bergamasco.

### Da Treviglio a Brescia
Il tracciato tra Treviglio e Brescia corrisponde agli standard dell'Alta Velocità e Alta capacità. Percorre la parte meridionale della provincia di Bergamo per giungere a Brescia lungo un percorso per la maggior parte separato da quello della linea storica. Si dirama dall'ingresso dell'Interconnessione di Treviglio Ovest per affiancare la A35 fino al comune di Castrezzato. Da questa località si dirama l'interconnessione di Brescia Ovest che si affianca alla linea storica nei pressi di Ospitaletto, per giungere poi alla stazione di Brescia.
Presso l'interconnessione di Brescia Ovest è presente il salto di montone dedicato al percorso a sud della città cidnea che la ferrovia ad Alta Velocità avrebbe dovuto impegnare, se il progetto non fosse stato modificato nel 2015.

### Da Brescia a Verona
Sulla base della decisione del Comitato Interministeriale per la Programmazione Economica del 10 luglio 2017, il tratto Brescia-Verona dovrebbe essere lungo 60 chilometri e il suo costo è stato stimato in 2,8 miliardi di euro.
Il tratto in questione si diramerebbe dalla stazione di Brescia e passerebbe in affiancamento alla linea storica fino alla stazione di Rezzato, costituendo così il prolungamento dell'Interconnessione di Brescia Est. Dall'interconnessione di Brescia Est, la linea affiancherebbe l'Autostrada A4 fino al comune di Sona, dove la linea si riaffancherebbe alla linea storica fino all'Interporto di Verona Quadrante Europa. La connessione con la stazione di Verona Porta Nuova è ricompresa in un altro intervento infrastrutturale che ha come obiettivo la riconfigurazione del Nodo di Verona: intervento che comprende anche le opere di connessione della stazione di Verona Porta Nuova con la linea AV/AC Verona-Padova.